# A Saucerful of Secrets (dal)
A Pink Floyd A Saucerful of Secrets című dala 1968. június 29-én jelent meg a zenekar azonos című albumán. A majdnem 12 perces dalt Roger Waters, Richard Wright, Nick Mason és David Gilmour közösen írta. Szerkezetét tekintve egy kísérleti, avantgárd darab, melyben hallható feedback (visszacsatolás), fenyegető hangzású dob és egy szöveg nélküli dallamot éneklő kórus is (tulajdonképpen Gilmour és Wright énekelt).
A dal (első előadásain The Massed Gadgets of Hercules volt a címe) az 1968 és 1972 közötti koncertek állandó részét képezte. Egy élő változata felkerült az 1969-es Ummagumma című albumra, a Pink Floyd: Live at Pompeii című filmben szereplő változatot pedig sokan a dal meghatározó változatának tartják. A The Man and the Journey 1969-es előadásain a negyedik tételt (Celestial Voices) a The End of the Beginning című dalban adták elő. Az album újrakevert CD-kiadásaiban a lemezeken a dal címe „A Saucerful of Secret”.
Roger Waters a Rolling Stone című lapnak adott egyik nyilatkozatában azt mondta, hogy a dal egy ütközetről és annak hatásáról szól. A Something Else a csata előkészülete, a Syncopated Pandemonium maga a csata, a Storm Signal a halottakkal teli harcmező, a Celestial Voices pedig az elesett harcosok gyászolása.
Koncerteken a dal sokban különbözött a stúdióváltozattól. A dalt indító cintányér helyett Waters csak egy két hangból álló dallamot játszott a basszusgitáron. A Syncopated Pandemonium alatt Richard Wright Farfisa orgonáján játszott ahelyett, hogy a stúdióváltozathoz hasonlóan ököllel ütötte volna a zongorát (híres kivétel a Live at Pompeiiben látható változat). A Celestial Voices a stúdióváltozathoz hasonlóan orgonával kezdődött, később azonban Waters, Mason és Gilmour is csatlakozott Wrighthoz, Gilmour pedig énekelt. Ez különösen hatásos lezárást adott a dalnak, ahogy ez az Ummagummán hallható fogadtatásból is érezhető.

## Tételek
Bár a dal az album összes kiadásán egy dalként szerepel, az Ummagumma néhány kiadásán négy tételre különítik el:
1. Something Else (lassan beúszó, közelre mikrofonozott cintányér, visszhangosított orgona)
2. Syncopated Pandemonium (dobhang végtelenített szalagon, cintányérok, gitáreffektek)
3. Storm Signal (harangjáték és orgona)
4. Celestial Voices (basszusgitár, orgona, Mellotron és kórus)

## Koncerten előadott változatok
- A Pink Floyd: Live at Pompeii című filmben szereplő változatot sokan a dal meghatározó változatának tartják. Az utolsó részben David Gilmour egyedül énekel.
- Az Ummagummán hallható változat majdnem egy perccel hosszabb a stúdiófelvételnél (12:48).
- Koncerteken a dal hossza megközelítette, alkalmanként pedig túl is lépte a 20 percet. Ezek kalózfelvételeken hozzáférhetőek.[2][3]

### The Man and the Journey
A The Man and the Journey előadásian több más dal mellett a Syncopated Pandemonium is Doing It címmel szerepelt. A többi ilyen dal a The Grand Vizier's Garden Party (Entertainment), az Up the Khyber és a Party Sequence volt, mert ezekben központi szerepe van a dobnak.

## Részlet
- Nem tudod lejátszani a fájlt? Olvasd el a Wikipédia:Médiafájlok lapot.

## Közreműködők
- David Gilmour – gitár, ének
- Richard Wright – zongora, orgona, Mellotron, ének
- Roger Waters – basszusgitár, ütőhangszerek
- Nick Mason – dob, ütőhangszerek

### Produkció
- Norman Smith – producer